# Pantofiorii țarinei (film din 1944)
Pantofiorii țarinei (titlul original: în rusă Черевички, transliterat: Cereviciki) este un film de operă sovietic, realizat în 1944 de regizorii Mihail Șapiro și Nadejda Koșeverova, o versiune ecranizată a operei cu același nume de Ceaikovski, al cărei libret a fost scris de poetul Iakov Polonski pe baza povestiri lui Nikolai Gogol „Noaptea de ajun”.
Protagoniștii filmului sunt actorii Grigori Bolșakov, Lilia Grițenko, Sofia Golemba și Gheorghi Gumilevski.

## Conținut
Soloha vrăjitoarea, mama fierarului Vakula, îi place să primească vizite. În ajunul Crăciunului, fiul ei fiind plecat de acasă, o vizitează diferiți oaspeți: „diavolul”, Golova, diaconul și Chub, tatăl Oksanei. Fiecare când aude că bate cineva la ușă, să nu fie văzut, se ascunde într-un sac. Vakula, care s-a întors întristat de la frumoasa dar capricioasa Oksana, decide să facă ordine în bojdeucă. Scoate toți sacii în nămeții din stradă, unde băieții și fetele, printre care se află și Oksana, colindă veseli. Aceasta îi cere lui Vakula să-i facă cadou pantofiori la fel de frumoși cu cei pe care îi poartă însăși țarina. Vakula călare pe „diavol”, se repede la curtea țarului și îi cere țarinei pantofiorii cei frumoși.
Între timp, sătenii Dikankăi, au observat că Vakula lipsește iar Oksanei îi pare rău că s-a purtat așa cu el. După ce a primit cadoul valoros de la Vakula care s-a întors de la curte cu pantofiorii țarinei, Oksana acceptă să se căsătorească în sfârșit cu el.

## Distribuție
- Sofia Golemba – Soloha, vrăjitoare (mezzo-soprană)
- Grigori Bolșakov – Vakula, fierar, fiul ei (tenor)
- Maksim Mihailov – Korni Ciub (moț), un cazac bogat (bas-profund)
- Lilia Grițenko[2] – Oksana, fiica lui (soprană)
- Gheorghi Gumilevski – „diavolul” (bariton)
- Nikolai Cesnokov – diaconul (tenor)
- Nikolai Pancehin – Pan Golova
- Olga Jizneva – Ecaterina a II-a
- Andrei Ivanov – Svetleiși (bariton)
- curte nobiliară, cazaci zaporojeni, flăcăi și fete, muzicanți, popor, spirite
- orchestra și corul Teatrului Bolșoi

## Literatură
- Gogol, Nikolai, Serile în cătunul de lângă Dikanka, tradus de Alexandru Cosmescu și Igor Crețu, București, 2019: Editura Literatura Universală, Polirom, 280 pag.